# Bill Roberts (lekkoatleta)
William „Bill” Roberts (ur. 5 kwietnia 1912 w Salford, zm. 5 grudnia 2001 w Timperley) – brytyjski lekkoatleta (sprinter), mistrz olimpijski z 1936.

## Kariera sportowa
Specjalizował się w biegu na 400 metrów. Startując jako reprezentant Anglii zdobył srebrny medal w biegu na 440 jardów na igrzyskach Imperium Brytyjskiego w 1934 w Londynie, ze swym rodakiem Godfreyem Ramplingiem.
Na igrzyskach olimpijskich w 1936 w Berlinie był członkiem zwycięskiej sztafety 4 × 400 metrów, która oprócz zdobycia złotego medalu ustanowiła również rekord Europy wynikiem 3:09,0. Sztafeta biegła w składzie: Freddie Wolff, Rampling, Roberts i Godfrey Brown. Roberts startował również w indywidualnym biegu na 400 metrów, w którym zajął 4. miejsce w finale.
Zwyciężył w biegu na 440 jardów i zajął 2. miejsce w sztafecie 4 × 440 jardów (w składzie: Brian McCabe, Frank Hadley, Henry Pack i Roberts) na igrzyskach Imperium Brytyjskiego w 1938 w Sydney.
Kontynuował uprawianie lekkoatletyki po II wojnie światowej. Zdobył srebrny medal w sztafecie 4 × 400 metrów (w składzie: Ronald Ede, Derek Pugh, Bernard Elliott i Roberts) na mistrzostwach Europy w 1946 w Oslo, a w finale biegu na 400 metrów zajął 5. miejsce. Został wybrany kapitanem brytyjskich lekkoatletów na igrzyska olimpijskie w 1948 w Londynie. Na igrzyskach odpadł w ćwierćfinale biegu na 400 metrów i w eliminacjach sztafety 4 × 400 metrów (biegnącej w składzie: Leslie Lewis, Pugh, Martin Pike i Roberts). Krótko potem zakończył wyczynowe uprawianie lekkiej atletyki.
Roberts był mistrzem Wielkiej Brytanii (AAA) w biegu na 440 jardów w 1935 i 1937.